# Aglaia perviridis
Aglaia perviridis är en tvåhjärtbladig växtart som beskrevs av William Philip Hiern. Aglaia perviridis ingår i släktet Aglaia och familjen Meliaceae. Inga underarter finns listade i Catalogue of Life.